# Шатель, Люк
Люк Шате́ль (фр. Luc Chatel; род. 15 августа 1964) — французский политический и государственный деятель, министр национального образования, молодёжи и общественных организаций (2009—2012 годы).

## Биография
Родился 15 августа 1964 года в Бетесде, штат Мэриленд (США), в семье предпринимателей. Окончил иезуитский лицей святого Алоизия Гонзага и университет Париж 1 Пантеон-Сорбонна, где получил диплом DESS по маркетингу. В 1990 году пришёл на работу в группу L’Oréal, где занимал должности начальника производства и директора по персоналу (DRH).
В 1991 году вступил в Республиканскую партию, в 2002 году — в Союз за народное движение.
В 1993 году впервые занял выборную должность, став депутатом муниципального совета Баяр-сюр-Марн в департаменте Верхняя Марна.
В 1996—1998 годах — депутат муниципального совета Шомона.
В 1998—2010 годах — депутат регионального совета Шампань — Арденны.
В 2002 году избран в Национальное собрание Франции от 1-го округа департамента Верхняя Марна.
19 июля 2007 года в связи с правительственным назначением сдал свой депутатский мандат.
В 2007—2008 годах — государственный секретарь по вопросам потребления и туризма, а в 2008—2009 годах — по вопросам промышленности и потребления во втором правительстве Франсуа Фийона.
В 2008 году избран мэром Шомона.
В 2008—2010 годах — официальный представитель второго правительства Фийона.
В 2009—2012 годах — министр национального образования, молодёжи и общественных организаций во втором и третьем правительствах Фийона.
11 февраля 2012 года вместе Эриком Фассеном и Джудит Батлер получил «за поддержку гендерной теории» «антипремию» Лысенко, ежегодно вручаемую французским аналитическим центром Carrefour de l'horloge.
После поражения Николя Саркози на президентских выборах и формирования социалистического правительства Жана-Марка Эро Шатель 17 июня 2012 года переизбран депутатом Национального собрания.
В 2012—2014 годах — младший заместитель председателя Союза за народное движение.
15 июня 2014 года Шатель стал исполняющим обязанности генерального секретаря СНД.
5 декабря 2014 года новым генеральным секретарём СНД избран Лоран Вокье.
В 2015 году СНД реорганизован в партию «Республиканцы», и Шатель остался её функционером.
13 февраля 2016 года Шатель избран председателем Национального совета партии, сменив Жана-Пьера Раффарена. При поддержке Саркози за него проголосовали 532 члена совета из 962 (55,3 %), а за его соперницу Мишель Аллио-Мари — 430.
В мае 2017 года объявил об отказе от планов переизбрания на предстоявших в июне парламентских выборах и высказался в поддержку только что избранного президента Эмманюэля Макрона.
2 ноября 2017 года объявил о завершении своей политической деятельности.

## Личная жизнь
Был женат на Астрид Херреншмидт (Astrid Herrenschmidt), у них было четверо детей. В 2012 году Шатель овдовел.

## Награды
Коммандор Ордена Академических пальм (2012).